# Mácula densa
A Mácula densa é o componente tubular do aparelho justaglomerular. Este mesmo aparelho tem um componente vascular (arteríolas aferente e eferente) e um componente tubular (mácula densa), que está em contacto com o componente vascular.
Um segmento do túbulo contorcido distal torna-se muito próximo a um segmento de uma ou ambas as arteríolas (aferente e/ou eferente) do corpúsculo renal (corpúsculo de Malpighi). Nesta região a parede do túbulo, que normalmente é constituída por um epitélio cubóide, se torna cilíndrico, com células estreitas, formando uma linha de núcleos justapostos. Tal região recebe o nome de MACULA DENSA. As arteríolas do corpúsculo renal apresentam uma modificação de sua camada média, apresentando células epitelióides em vez de células musculares lisas. Essas células, denominadas células justaglomerulares, produzem pró-renina e a renina e são sensível à diminuição da concentração de NaCl, sendo isso um estímulo para sua liberação. A renina transforma o angiotensinogênio do fígado em angiotensina I, que é transformada em angiotensina II pela Enzima Conversora de Angiotensina (ECA). 
Obs: A ECA está presente em diversas partes do organismo, mas principalmente no endotélio vascular pulmonar, fazendo do pulmão o principal órgão conversor de angiotensina I em angiotensina II.